# バトー・ムーシュ

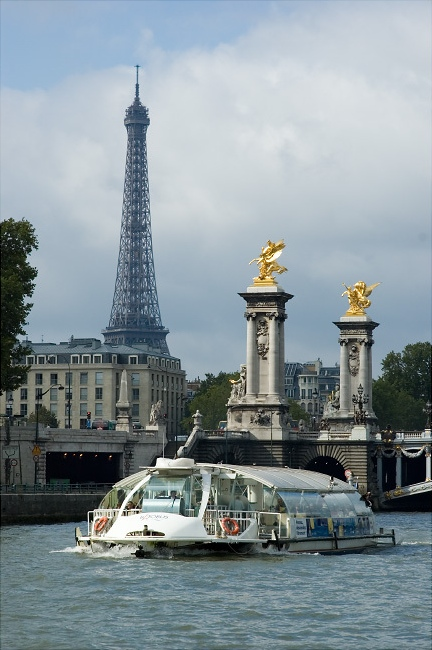
エッフェル塔とアレクサンドル3世橋を過ぎるバトー・ムーシュ

バトー・ムーシュ（ bateau-mouche, Bateaux-Mouches ）とは、フランスのパリ、セーヌ川沿いの街並みを楽しむための、観光客向け遊覧船。
「Bateaux Mouches （複数形）」は、Compagnie des Bateaux Mouches 社の登録商標であり、パリの遊覧船としてはもっとも有名である。しかし、この会社の成功により、「バトー・ムーシュ」の語は、パリにある各社のセーヌ川遊覧船全体を指す一般名詞(bateau-mouche)であるかのように、誤って用いられることもある。
「 Bateaux Mouches 」とは、直訳すると「ハエ・ボート」という意味になる。
この名前は、当初ボートがリヨンの Mouche 地区に位置する艇庫で製造されていたことに由来する。
観光遊覧船は、パリにおける主要な観光ツアーとなっている。
多くの場合、上のオープン・デッキと下の天井付きデッキとで、併せて数百人が着席できる。
スライドして開閉する天蓋のある船もあり、天候によっては天蓋を閉じて運行できるようになっている。
ほとんどのボートで、川沿いの眺めに合わせて、生か録音された解説が流されている。
遊覧時間は約1時間のものが多い。
多くの船会社が、昼食や夕食をとりながら乗船できる船を運行している。
夕方以降、各ランドマークを照らし出すための照明を備え付けている船が多い。
セーヌ川がパリの中心部を流れているため、遊覧ツアーでは町の多くの部分を見ることができる。
左岸（リヴ・ゴーシュ。Rive Gauche ）と右岸（リヴ・ドロワ。Rive Droite ）をボートから見ることで、乗船客は、エッフェル塔、ノートルダム大聖堂、アレクサンドル3世橋、ポン・ヌフ、オルセー美術館、ルーヴル美術館や、アンヴァリッド（ナポレオンの埋葬場所）などを眺めることができる。
パリの遊覧ツアーは第2次世界大戦後に盛んになり、今日では Compagnie des Bateaux Mouches 社（遊覧船各社の中で最も歴史のある会社）が大きなシェアを占めている。